# 帆刈伸子
帆刈 伸子（ほかり のぶこ）は、日本の作詞家。新潟県新潟市出身。帆苅伸子、NOBUKO HOKARIとも表記。1989年、沢田研二の「せめてSLOW KISS」で作詞家としてデビュー。2001年渡米、ニューヨーク在住。

## 作詞提供

### あ行
- 浅香唯
  - この手を伸ばして
  - ラジオからのメッセージ
  - ハープ橋を越えて
  - You & Me
- 麻田華子
  - ファーストシーンはさよならで
- 石岡美紀
  - 祈り（アニメ『ガルフォース』　エンディングテーマ曲）
  - Summer Storm
  - アーモンドグリーンの季節
- 遠藤みやこ
  - MEMORIES IN MY EYES (『湘南爆走族11』収録）
- 天野由梨
  - IN MY LIFE
- 稲森明美
  - KISSしたらわかるのに
  - 今夜は私が抱いてあげる

### か行
- 川中美幸
  - いとしい人へ (1994年　ハウス食品『うまいっしょ』CM曲）
- 木原さとみ（東京パフォーマンスドール）
  - 19XX
- Kei-Tee
  - Badなあなた（アルバム『頭が割れそう』収録）
- カルロス・トシキ
  - HYPNOTIZE
- 草尾毅
  - 僕しか守れない人がいる
  - 未来の扉
- 神谷望
  - 君をひとり占めしたい（江崎グリコポッキーCMソング）
- KaNNa
  - アイツと理想と現実と（アルバム　Act I 収録）
- 小杉十郎太
  - ACROSS THE UNIVERSE （レイアース『With Rayearth』収録）

### さ行
- 少年隊
  - 君がいたから
- 白鳥英美子
  - Forest of My Heart（1997年 住友林業　CM曲）
  - Gift of God
- 佐々木真里
  - 三日月ロンリネス（毎日放送『じゃりン子チエ　チエちゃん奮闘記』エンディングテーマ曲）
- 椎名へきる
  - ひとりぼっちの夜に（3丁目のタマ　劇場版アニメ『おねがい！モモちゃんを捜して!!』 挿入歌）
- 鈴木結女
  - Part of my life（フジテレビ『北野ファンクラブ』エンディングテーマ曲）
- 獅堂光
  - 抱きしめちゃう！（レイアース『With Rayearth』収録）
- 佐野量子
  - 夏・元気印
- 佐々木望
  - ごらん、太陽だよ（レイアース『With Rayearth』収録）
- 沢田研二　
  - せめてSLOW KISS

### た行
- 千聖（Penicillin / Crack 6)
  - Cyber Rose
  - 電脳遊戯
  - Wake up! (テレビ東京『ゴクドーくん漫遊記』エンディングテーマ）
  - Love Hunters
  - Last Tears
  - 666
  - diabolos
- DOGGY BAG
  - 新しい世界
  - 遊戯
- 高野麗
  - BURNIG UP! (新・キューティーハニー 特典映像 収録）

### な行
- 中森明菜
  - TSURAI・TSURAI（1995年　アルバム『アルテラシオン』収録）
  - Good-bye My Tears (1998年　TBS『七人のOLソムリエ』エンディングテーマ）
- 西村知美
  - 風の旅人
- 根谷美智子
  - GOOD BYE DAYS (新・キューティーハニー『スペシャル・ヴォーカルコレクション』収録）

### は行
- Honey Vox
  - もっと長めのキスをして
  - 246
- 鳳凰寺風
  - FROM ME TO YOU（レイアース『With Rayearth』収録）
- ハニーズ
  - ハニーズのテーマ（新・キューティーハニー『スペシャル・ヴォーカルコレクション』収録）
- 林原めぐみ
  - あなたの風になりたい（『Bad Boys ２』サウンドトラック収録 ）

### ま行
- ミスMaps
  - Believe (1998年 Cher - Billboard top 1 song『Believe』Cover in Japanese )
  - Give a Little Love
  - 夏のジンクス
- 松本梨香
  - 20世紀最高の恋（新・キューティーハニー『スペシャルヴォーカルコレクション』収録）
- 諸岡菜穂子
  - 有罪
- 丸山みゆき
  - December通信
- 水沢瑶子 （波多江美鈴）
  - 薔薇の神話
  - 水曜日22時
  - 時計台のある街で
  - プライヴェート・パーティ
  - 螺旋の子守唄
  - ラ・ヴェラータ
  - つのる熱い想い
  - もどかしい
  - そばにいさせて
- Marron
  - 恋人たちよ

### や行以降
- 山梨鐐平
  - Blue on Blue (1992年　全日空国内線CM曲）
- 吉田栄作
  - どうにかなるさ（江崎グリコ　ポッキーCM曲）
  - Murphy's Law
  - Feel
- ヤン スギョン
  - ふるえる
- 山崎たくみ
  - イエスタデイ（レイアース『With Rayearth』収録）
- 龍咲海
  - 友達でしょ（レイアース『With Rayearth』収録）
- 米光美保（東京パフォーマンスドール）
  - My Precious Day

| スタブアイコン | サブスタブ | この項目は、まだ閲覧者の調べものの参照としては役立たない、音楽関係者（バンド等）に関連した書きかけの項目です。この項目を加筆・訂正などしてくださる協力者を求めています（P:音楽/PJ:芸能人）。 |